# 22260 Ur
22260 Ur este o planetă minoră (asteroid), cu un diametru de 9,731 km, din centura de asteroizi. A fost descoperită pe 19 octombrie 1979 la Observatorul Kleť de Antonín Mrkos și a fost numită după Ur. 
Obiectul prezintă o orbită caracterizată de o semiaxă mare de 2,6434173 UAi, o excentricitate de 0,15, o înclinație de 6,14633 ° în raport cu ecliptica.